# 곤명면
곤명면(昆明面)은 대한민국 경상남도 사천시의 면이다. 사천시 최북단에 위치하며 국도 제2호선(진주~하동간) 및 경전선이 통과하는 교통의 요충지로 2개시군 6개면과 경계를 이루고 있다. 낙동강 수계구역인 덕천강으로 농업용수가 풍부하고 농업기반 조성이 양호한 전형적인 농촌 지역으로 녹차, 딸기, 쌀, 고추 등 다양한 농산물이 생산된다.

## 연혁
- 고려 태조 때 곤명현
- 고려 현종 때 진주군
- 조선 세종 때 곤양군 곤명리 개칭
- 조선 고종 32년 곤양군은 사천군에 편입되었다가 곤양군에 환원
- 1914년 사천군 편입
- 1995년 통합사천시로 되면서 오늘에 이름

## 행정 구역
- 금성리(金城里)
- 본촌리(本村里)
- 삼정리(三亭里)
- 봉계리(鳳溪里)
- 조장리(助場里)
- 정곡리(正谷里)
- 작팔리(作八里)
- 은사리(隱士里)
- 용산리(龍山里)
- 연평리(蓮坪里)
- 신흥리(新興里)
- 송림리(松林里)
- 추천리(楸川里)
- 초량리(草梁里)
- 성방리(城方里)
- 마곡리(麻谷里)

## 교육
- 곤명초등학교

- 곤명중학교

## 문화
- 다솔사 대양루	다솔사길 417	도지정 유형문화재 제83호
- 다솔사 극락전	다솔사길 417	도지정 문화재자료 제148호
- 다솔사 응진전	다솔사길 417	도지정 문화재자료 제149호
- 세종태실지	은사리 산27	도지정 기념물 제30호
- 단종태실지	은사리 산438	도지정 기념물 제31호
- 진양호 캐리비안온천